# Torneo Clausura 2017 (Guatemala)
El Torneo Clausura 2017 fue el 36º torneo corto del fútbol guatemalteco, dando el final a la temporada 2016-17 de la Liga Nacional de Fútbol de Guatemala.

## Equipos

### Equipos participantes
| Club                                  | Ciudad              | Departamento   | Estadio                         | Capacidad |
| ------------------------------------- | ------------------- | -------------- | ------------------------------- | --------- |
| Antigua GFC                           | Antigua Guatemala   | Sacatepéquez   | Estadio Pensativo               | 10.000    |
| Club Social y Deportivo Carchá        | San Pedro Carchá    | Alta Verapaz   | Estadio Juan Ramón Ponce        | 4.000     |
| Club Social y Deportivo Municipal     | Ciudad de Guatemala | Guatemala      | Estadio Manuel Felipe Carrera   | 8.000     |
| Club Social y Deportivo Suchitepéquez | Mazatenango         | Suchitepéquez  | Estadio Carlos Salazar Hijo     | 15.000    |
| Cobán Imperial                        | Cobán               | Alta Verapaz   | Estadio José Ángel Rossi        | 15.000    |
| Comunicaciones Fútbol Club            | Ciudad de Guatemala | Guatemala      | Estadio Doroteo Guamuch Flores  | 17.000    |
| Deportivo Guastatoya                  | Guastatoya          | El Progreso    | Estadio David Cordón Hichos     | 5.500     |
| Deportivo Malacateco                  | Malacatán           | San Marcos     | Estadio Santa Lucía             | 9.000     |
| Deportivo Marquense                   | San Marcos          | San Marcos     | Estadio Marquesa de la Ensenada | 12.000    |
| Deportivo Mictlán                     | Asunción Mita       | Jutiapa        | Estadio La Asunción             | 6.000     |
| Deportivo Petapa                      | San Miguel Petapa   | Guatemala      | Estadio Julio Armando Cobar     | 7.500     |
| Xelajú Mario Camposeco                | Quetzaltenango      | Quetzaltenango | Estadio Mario Camposeco         | 15.000    |

### Equipos por departamento
| Departamento   | N.º | Equipos                           |
| -------------- | --- | --------------------------------- |
| Guatemala      | 3   | Comunicaciones, Municipal, Petapa |
| Alta Verapaz   | 2   | Carchá, Cobán Imperial            |
| San Marcos     | 2   | Malacateco, Marquense             |
| El Progreso    | 1   | Guastatoya                        |
| Jutiapa        | 1   | Mictlán                           |
| Quetzaltenango | 1   | Xelajú                            |
| Sacatepéquez   | 1   | Antigua                           |
| Suchitepéquez  | 1   | Suchitepéquez                     |

### Ascensos y descensos
Un total de 12 equipos disputarán la liga. La disputarán los 11 primeros clasificados de la Liga Nacional de Fútbol de Guatemala y un clasificado de la Primera División de Guatemala, Deportivo Malacateco mantuvo la categoría debido a que ganó el juego por la permanencia contra un equipo de la Primera División.
| Pos. | Descendidos de Liga Nacional de Fútbol de Guatemala 2015-16 |
| ---- | ----------------------------------------------------------- |
| 12°  | Universidad SC                                              |

| Pos. | Ascendidos de Primera División de Guatemala 2015-16 |
| ---- | --------------------------------------------------- |
| 1º   | Deportivo Carchá                                    |

## Fase de clasificación
|  | Pos. | Equipos        | PJ | PG | PE | PP | GF | GC | Dif. | PTS | Clasificación        |
|  | ---- | -------------- | -- | -- | -- | -- | -- | -- | ---- | --- | -------------------- |
|  | 1º   | Municipal      | 22 | 8  | 12 | 2  | 19 | 10 | +9   | 36  | Semifinales          |
|  | 2º   | Petapa         | 22 | 10 | 4  | 8  | 27 | 24 | +3   | 34  | Semifinales          |
|  | 3º   | Guastatoya     | 22 | 8  | 8  | 6  | 22 | 16 | +6   | 32  | Acceso a semifinales |
|  | 4º   | Comunicaciones | 22 | 7  | 9  | 6  | 21 | 16 | +5   | 30  | Acceso a semifinales |
|  | 5º   | Suchitepéquez  | 22 | 9  | 3  | 10 | 24 | 28 | -4   | 30  | Acceso a semifinales |
|  | 6º   | Xelajú MC      | 22 | 8  | 5  | 9  | 30 | 25 | +5   | 29  | Acceso a semifinales |
|  | 7º   | Cobán Imperial | 22 | 7  | 8  | 7  | 17 | 15 | +2   | 29  |                      |
|  | 8º   | Marquense      | 22 | 6  | 10 | 6  | 19 | 16 | +3   | 28  |                      |
|  | 9°   | Malacateco     | 22 | 6  | 10 | 6  | 17 | 20 | -3   | 28  |                      |
|  | 10º  | Mictlán        | 22 | 7  | 7  | 8  | 14 | 25 | -11  | 28  |                      |
|  | 11º  | Antigua GFC    | 22 | 6  | 9  | 7  | 28 | 30 | -2   | 27  |                      |
|  | 12º  | Carchá         | 22 | 5  | 5  | 12 | 11 | 24 | -13  | 20  |                      |
|  |      |                |    |    |    |    |    |    |      |     |                      |

## Líderes individuales

### Trofeo Juan Carlos Plata
| N.º | Jugador           | Goles | Minutos Jugados | Equipo                 |
| --- | ----------------- | ----- | --------------- | ---------------------- |
|     | Agustín Herrera   | 14    | 1934            | Antigua GFC            |
| 2   | Janderson Pereira | 11    | 1744            | Deportivo Petapa       |
| 3   | William Zapata    | 9     | 1564            | Xelajú Mario Camposeco |

### Trofeo Josue Danny Ortiz
| N.º | Jugador        | Partidos | Goles | Promedio | Equipo                            |
| --- | -------------- | -------- | ----- | -------- | --------------------------------- |
|     | Nicholas Hagen | 18.71    | 8     | 0.43     | Club Social y Deportivo Municipal |
| 2   | Javier Irazún  | 18       | 10    | 0.56     | Comunicaciones Fútbol Club        |
| 3   | Álvaro García  | 22       | 15    | 0.68     | Cobán Imperial                    |

## Fase Final
|  | Clasificación a Semifinales | Clasificación a Semifinales | Clasificación a Semifinales | Clasificación a Semifinales | Clasificación a Semifinales |  |  | Semifinales | Semifinales   | Semifinales | Semifinales | Semifinales |  |  | Final | Final      | Final | Final | Final |
|  |                             |                             |                             |                             |                             |  |  |             |               |             |             |             |  |  |       |            |       |       |       |
|  |                             |                             |                             |                             |                             |  |  | 1           | Municipal     | 2           | 1           | 3           |  |  |       |            |       |       |       |
|  | 4                           | Comunicaciones              | 0                           | 0                           | 0                           |  |  | 5           | Suchitepéquez | 1           | 0           | 1           |  |  |       |            |       |       |       |
|  | 5                           | Suchitepéquez               | 1                           | 0                           | 1                           |  |  |             |               |             |             |             |  |  | 1     | Municipal  | 0     | 2     | 2     |
|  |                             |                             |                             |                             |                             |  |  |             |               |             |             |             |  |  | 3     | Guastatoya | 0     | 0     | 0     |
|  |                             |                             |                             |                             |                             |  |  | 2           | Petapa        | 1           | 3           | 4           |  |  |       |            |       |       |       |
|  | 3                           | Guastatoya                  | 2                           | 2                           | 4                           |  |  | 3           | Guastatoya    | 3           | 2           | 5           |  |  |       |            |       |       |       |
|  | 6                           | Xelajú                      | 2                           | 0                           | 2                           |  |  |             |               |             |             |             |  |  |       |            |       |       |       |

| Campeón - Clausura 2017 |
|                         |
| Municipal 30° Título.   |

## Tabla acumulada
|  | Pos. | Equipos        | PJ | PG | PE | PP | GF | GC | Dif. | PTS | Clasificación            |
|  | ---- | -------------- | -- | -- | -- | -- | -- | -- | ---- | --- | ------------------------ |
|  | 1º   | Municipal      | 44 | 21 | 17 | 6  | 55 | 29 | +26  | 80  |                          |
|  | 2º   | Comunicaciones | 44 | 19 | 12 | 13 | 56 | 31 | +25  | 69  |                          |
|  | 3º   | Guastatoya     | 44 | 19 | 11 | 14 | 44 | 26 | +8   | 68  |                          |
|  | 4º   | Antigua GFC    | 44 | 19 | 11 | 14 | 65 | 59 | +6   | 68  |                          |
|  | 5º   | Malacateco     | 44 | 16 | 16 | 12 | 46 | 43 | +3   | 64  |                          |
|  | 6º   | Cobán Imperial | 44 | 17 | 12 | 15 | 43 | 34 | +9   | 63  |                          |
|  | 7º   | Petapa         | 44 | 17 | 8  | 19 | 50 | 55 | -5   | 59  |                          |
|  | 8º   | Xelajú MC      | 44 | 16 | 10 | 18 | 54 | 54 | 0    | 58  |                          |
|  | 9°   | Marquense      | 44 | 13 | 15 | 16 | 44 | 46 | -2   | 54  |                          |
|  | 10º  | Suchitepéquez  | 44 | 15 | 9  | 20 | 52 | 69 | -17  | 54  |                          |
|  | 11º  | Mictlán        | 44 | 14 | 8  | 22 | 33 | 56 | -23  | 50  | Primera División 2017-18 |
|  | 12º  | Carchá         | 44 | 8  | 11 | 25 | 27 | 57 | -30  | 35  | Primera División 2017-18 |
|  |      |                |    |    |    |    |    |    |      |     |                          |

- No hubo clasificación a copas continentales debido a la suspensión de la FEDEFUT, la cual privó al fútbol guatemalteco de toda actividad profesional durante dos años.
- De haberse clasificado, Municipal habría clasificado a la Liga de Campeones de la Concacaf 2018, mientras Antigua GFC y Guastatoya a la Liga Concacaf 2017.